# Julius Hoste
Julius Hoste (Tielt, 23 gennaio 1848 – Bruxelles, 28 marzo 1933) è stato uno scrittore e imprenditore belga, padre di Julius Hoste Jr.

## Biografia
Nel 1888 fondò il quotidiano fiammingo moderato liberale Het Laatste Nieuws. Per il teatro fiammingo di Bruxelles (KVS), scrisse diverse opere storiche di grande successo, come il De Brusselsche straatzanger (1883) e il De Kleine Patriot (1889). Era un massone e un membro della loggia Les Amis philanthrope del Grande Oriente del Belgio  a Bruxelles.